# Apterograeffea
Apterograeffea är ett släkte av insekter. Apterograeffea ingår i familjen Phasmatidae.
Kladogram enligt Catalogue of Life:
| Apterograeffea | \| \| Apterograeffea marshallae \| \| \| \| \| \| Apterograeffea reunionensis \| \| \| \| |
|                | \| \| Apterograeffea marshallae \| \| \| \| \| \| Apterograeffea reunionensis \| \| \| \| |
|                | Apterograeffea marshallae                                                                 |
|                |                                                                                           |
|                | Apterograeffea reunionensis                                                               |
|                |                                                                                           |

## Bildgalleri

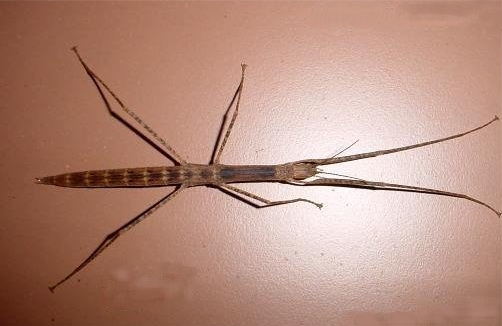
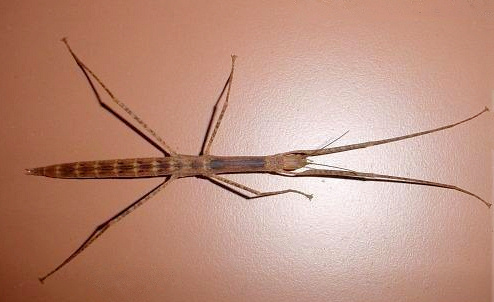